# Rui Costa (político)
Rui Costa dos Santos (Salvador, 18 de janeiro de 1963) é um economista e político brasileiro, filiado ao Partido dos Trabalhadores (PT). Foi governador da Bahia entre 2015 e 2023 desde que foi eleito em 2014 e reeleito no primeiro turno em 2018. É o atual ministro-chefe da Casa Civil.

## Biografia
Filho do metalúrgico Clóvis dos Santos e de Maria Luzia Costa dos Santos, ambos falecidos, Rui Costa é natural de Salvador, na Bahia.
Durante a adolescência, cursou parte da educação básica na escola Luiz Tarquínio, no bairro da Boa Viagem, e realizou um curso de instrumentação industrial na Escola Técnica Federal (atual IFBA) da Bahia. Durante a mocidade, chegou a ingressar no curso de Ciências Sociais da Universidade Federal da Bahia (UFBA) mas não chegou a se formar. Ao invés disso, graduou-se em Economia pela mesma universidade.
Aos 22 anos, iniciou sua carreira profissional trabalhando no Polo Petroquímico de Camaçari, onde teve seu primeiro contato com as atividades sindicais chegando a se tornar, mais tarde, diretor do Sindicato dos Químicos e Petroleiros da Bahia, entre os anos de 1984 e 2000, e diretor da Confederação Nacional dos Químicos, entre 1992 e 1998.
Antes de ingressar na vida pública, Rui Costa chegou a trabalhar como técnico de instrumentação, desenhista projetista e projetista industrial nas empresas Copene Petroquímica do Nordeste, em Camaçari, Promon Engenharia e Natron Consultoria e Projetos, ambas em Salvador, e na Terra Passos Projetos, no município de Candeias.
Além disso, Rui Costa é casado com a enfermeira Aline Peixoto e tem quatro filhos: Aline, Caio, Marina e Malu.

## Carreira política
Rui Costa iniciou sua trajetória política no decorrer da década de 1980, quando participou da fundação do Partido dos Trabalhadores (PT) na Bahia, ao lado do ex-governador do estado Jaques Wagner.
Em 2000, concorreu pela primeira como vereador de Salvador, tornando-se suplente com 5.835 votos. Em 2004, conseguindo eleger-se ao cargo com 8.901 votos. Em 2006, buscou se eleger ao cargo de deputado federal, mas se tornou suplente com 38.020 votos. Em 2007, durante seu mandato na Câmara Municipal, interrompeu suas atividades para assumir a Secretaria de Relações Institucionais (SERIN) da Bahia a convite do então governador Jaques Wagner, onde permaneceu até 2010. Durante o período em que permaneceu na SERIN, desenvolveu um novo modelo de integração entre o executivo e o legislativo estaduais com entes federativos e movimentos sociais. A iniciativa foi reforçada com o lançamento do Sistema de Relacionamento Institucional (SRI), projetado para agilizar o andamento de pleitos e uniformizar o atendimento.
Nas eleições de 2010, Rui Costa concorreu ao cargo de deputado federal pelo PT e conseguiu ser eleito para a 54.ª legislatura com a soma de 212.157 votos. Já na câmara dos deputados, atuou como membro titular das comissões permanentes de Defesa do Consumidor e de Finanças e Tributação. Além disso, também integrou a comissão especial de Segurança Pública e Combate ao Crime organizado (CSPCCO) e foi o relator do projeto de lei (PL) 7579 de 2010 que criou cargos na carreira de diplomata.
Entre janeiro de 2012 e abril de 2014, licenciou-se da câmara para assumir como Secretário de Estado da Casa Civil da Bahia no segundo mandato de Jaques Wagner. Durante o período em que permaneceu na Casa Civil, empenhou-se nas áreas de infraestrutura e logística, além de trabalhar em parceria com o governo federal para garantir a ampliação de políticas sociais na Bahia, como os programas de assistência Água para Todos, Luz para Todos e Minha Casa, Minha Vida.

## Governador da Bahia
Nas eleições de 2014, Rui Costa candidatou-se ao governo da Bahia pelo PT, contando com o apoio do ex-governador Jacques Wagner, do ex-presidente Luiz Inácio Lula da Silva e da então presidente da República Dilma Rousseff, à época candidata a reeleição. Ainda no primeiro turno, Rui Costa foi eleito com 54,53% dos votos válidos, derrotando seu principal adversário Paulo Souto do Democratas (DEM), com 37,39% dos votos, e Lídice da Mata, candidata do Partido Socialista Brasileiro (PSB), com 6,62% dos votos.
Em 4 de outubro de 2016, a Polícia Federal realizou uma investigação de um esquema de financiamento ilegal de campanhas políticas na Bahia chamada Operação Hidra de Lerna, e que investigou a campanha eleitoral de Rui Costa ao governo do estado. A operação derivou de três colaborações de investigados na Operação Acrônimo, já homologadas pela justiça e em contínuo processo de validação pela Polícia Federal, e que tinha como origem dois novos inquéritos do Superior Tribunal de Justiça (STJ).
Nas eleições de 2018 na Bahia, Rui Costa foi novamente eleito governador do estado no primeiro turno com 75,71% dos votos válidos, derrotando José Ronaldo de Carvalho do Democratas (DEM).
Em 23 de julho de 2019, o Presidente Jair Bolsonaro foi a um evento no município de Vitória da Conquista na Bahia com o objetivo de inaugurar um novo aeroporto no município. Antes de chegar, o Presidente escreveu em uma rede social: "- Estou de partida para Vitória da Conquista para inauguração de aeroporto. Lamentável a decisão do governador da Bahia que não autorizou a presença da Polícia Militar para a nossa segurança. Pior ainda, passou a responsabilidade de tal negativa ao seu Comandante Geral." O governador disse que não permitiu a presença da Policia Militar porque ela é uma força estadual e não federal, o porta-voz da presidência rebateu sua fala e afirmou que o decreto que trata da segurança presidencial prevê também o uso das forças de segurança estaduais em eventos locais que envolvam o presidente. O acontecimento ocorreu em meio a criticas do Presidente em quanto aos governadores nordestinos e muitos especularam que o ocorrido foi um ato de retaliação por parte do Governador Rui Costa.
Em 2020, a Assembleia Legislativa da Bahia aprovou a reforma da previdência proposta por Rui Costa por 45-9 votos, ela aumenta a idade mínima de aposentadoria dos servidores públicos estaduais para 64 anos e 61 anos dependendo do gênero, com idades especiais aos professores, junto com o aumento da alíquota de contribuição para servidores públicos que ganhem mais de 3 mil reais. As mudanças foram criticados por sindicatos dos servidores públicos e grupos de esquerda que compararam a reforma da previdência com a Reforma da Previdência do governo Jair Bolsonaro, porém Rui Costa defendeu a sua proposta afirmando que era essencial para a salubridade das contas públicas baianas.

### Gabinete
Na posse de seu primeiro governo, o gabinete de Rui Costa foi composto dos seguinte secretários:
      PT (10) /       Independente (6) /       PP (2) /       PDT (2) /       PCdoB (2) /       PSB (1) /       PSD (1)
| Pasta                               | Incumbente                    | Partido | Partido                         | Mandato                |
| ----------------------------------- | ----------------------------- | ------- | ------------------------------- | ---------------------- |
| Administração                       | Edelvino da Silva Góes Filho  |         | Independente                    | 1 de janeiro de 2015 - |
| Administração Penitenciária         | Nestor Duarte                 |         | Partido Democrático Trabalhista | 1 de janeiro de 2015 - |
| Agricultura                         | Fernanda Ferreira Mendonça    |         | Partido Democrático Trabalhista | 1 de janeiro de 2015 - |
| Casa Civil                          | Bruno Dauster                 |         | Partido dos Trabalhadores       | 1 de janeiro de 2015 - |
| Ciência e Tecnologia                | Manoel Gomes de Mendonça Neto |         | Partido Socialista Brasileiro   | 1 de janeiro de 2015 - |
| Comunicações                        | André Curvello                |         | Independente                    | 1 de janeiro de 2015 - |
| Cultura                             | Jorge Portugal                |         | Partido dos Trabalhadores       | 1 de janeiro de 2015 - |
| Desenvolvimento Urbano              | Carlos Martins                |         | Partido dos Trabalhadores       | 1 de janeiro de 2015 - |
| Desenvolvimento Econômico           | James Correia                 |         | Independente                    | 1 de janeiro de 2015 - |
| Desenvolvimento Rural               | Jerônimo Rodrigues            |         | Partido dos Trabalhadores       | 1 de janeiro de 2015 - |
| Direitos Humanos                    | Geraldo Reis                  |         | Partido dos Trabalhadores       | 1 de janeiro de 2015 - |
| Educação                            | Osvaldo Barreto               |         | Partido dos Trabalhadores       | 1 de janeiro de 2015 - |
| Fazenda                             | Manoel Vitório                |         | Independente                    | 1 de janeiro de 2015 - |
| Infraestrutura                      | Marcus Cavalcanti             |         | Partido Social Democrático      | 1 de janeiro de 2015 - |
| Infraestrutura Hídrica e Saneamento | Cássio Peixoto                |         | Progressistas                   | 1 de janeiro de 2015 - |
| Meio Ambiente                       | Eugênio Spengler              |         | Partido dos Trabalhadores       | 1 de janeiro de 2015 - |
| Planejamento                        | João Leão                     |         | Progressistas                   | 1 de janeiro de 2015 - |
| Procuradoria Geral                  | Paulo Moreno                  |         | Independente                    | 1 de janeiro de 2015 - |
| Promoção da Igualdade               | Vera Lúcia Barbosa            |         | Partido dos Trabalhadores       | 1 de janeiro de 2015 - |
| Políticas para Mulheres             | Olívia Santana                |         | Partido Comunista do Brasil     | 1 de janeiro de 2015 - |
| Relações Institucionais             | Josias Gomes                  |         | Partido dos Trabalhadores       | 1 de janeiro de 2015 - |
| Saúde                               | Fábio Vilas-Boas              |         | Independente                    | 1 de janeiro de 2015 - |
| Segurança Pública                   | Maurício Barbosa              |         | Partido dos Trabalhadores       | 1 de janeiro de 2015 - |
| Turismo                             | Nelson Pelegrino              |         | Partido dos Trabalhadores       | 1 de janeiro de 2015 - |
| Trabalho                            | Álvaro Gomes                  |         | Partido Comunista do Brasil     | 1 de janeiro de 2015 - |

Na posse de seu segundo governo, o gabinete de Rui Costa foi composto dos seguinte secretários:
      PT (8) /       Independente (6) /       PP (2)  /       PSD (2) /       PCdoB (2) /       PSB (2) /       PDT (1) /       PL (1)
| Pasta                               | Incumbente                    | Partido | Partido                         | Mandato                         |
| ----------------------------------- | ----------------------------- | ------- | ------------------------------- | ------------------------------- |
| Administração                       | Edelvino da Silva Góes Filho  |         | Independente                    | 1 de janeiro de 2019 - presente |
| Administração Penitenciária         | Nestor Duarte                 |         | Partido Socialista Brasileiro   | 1 de janeiro de 2019 - presente |
| Agricultura                         | Lucas Costa                   |         | Partido Democrático Trabalhista | 1 de janeiro de 2019 - presente |
| Casa Civil                          | Bruno Dauster                 |         | Partido dos Trabalhadores       | 1 de janeiro de 2019 - presente |
| Ciência e Tecnologia                | Manoel Gomes de Mendonça Neto |         | Partido Socialista Brasileiro   | 1 de janeiro de 2019 - presente |
| Comunicações                        | André Curvello                |         | Independente                    | 1 de janeiro de 2019 - presente |
| Cultura                             | Arany Santana                 |         | Partido dos Trabalhadores       | 1 de janeiro de 2019 - presente |
| Desenvolvimento Urbano              | Sérgio Brito                  |         | Partido Social Democrático      | 1 de janeiro de 2019 - presente |
| Desenvolvimento Econômico           | João Leão                     |         | Progressistas                   | 1 de janeiro de 2019 - presente |
| Desenvolvimento Rural               | Josias Gomes                  |         | Partido dos Trabalhadores       | 1 de janeiro de 2019 - presente |
| Educação                            | Jerônimo Rodrigues            |         | Partido dos Trabalhadores       | 1 de janeiro de 2019 - presente |
| Fazenda                             | Manoel Vitório                |         | Independente                    | 1 de janeiro de 2019 - presente |
| Infraestrutura                      | Marcus Cavalcanti             |         | Partido Social Democrático      | 1 de janeiro de 2019 - presente |
| Infraestrutura Hídrica e Saneamento | Leonardo Goes                 |         | Progressistas                   | 1 de janeiro de 2019 - presente |
| Justiça                             | Carlos Martins                |         | Partido dos Trabalhadores       | 1 de janeiro de 2019 - presente |
| Meio Ambiente                       | João Carlos Oliveira          |         | Partido Socialista Brasileiro   | 1 de janeiro de 2019 - presente |
| Planejamento                        | Walter Pinheiro               |         | Independente                    | 1 de janeiro de 2019 - presente |
| Procuradoria Geral                  | Paulo Moreno                  |         | Independente                    | 1 de janeiro de 2019 - presente |
| Promoção da Igualdade               | Fabya Reis                    |         | Partido dos Trabalhadores       | 1 de janeiro de 2019 - presente |
| Políticas para Mulheres             | Julieta Palmeira              |         | Partido Comunista do Brasil     | 1 de janeiro de 2019 - presente |
| Relações Institucionais             | Cibele Carvalho               |         | Partido dos Trabalhadores       | 1 de janeiro de 2019 - presente |
| Saúde                               | Fábio Vilas-Boas              |         | Independente                    | 1 de janeiro de 2019 - presente |
| Segurança Pública                   | Maurício Barbosa              |         | Partido dos Trabalhadores       | 1 de janeiro de 2019 - presente |
| Turismo                             | Fausto Franco                 |         | Partido Liberal                 | 1 de janeiro de 2019 - presente |
| Trabalho                            | Davidson Magalhães            |         | Partido Comunista do Brasil     | 1 de janeiro de 2019 - presente |

## Casa Civil
Em dezembro de 2022, Rui Costa foi anunciado como o ministro-chefe da Casa Civil do terceiro governo Lula.  Assumiu oficialmente o cargo em 02 de janeiro, durante cerimônia no Palácio do Planalto. Na Casa Civil, o político será um dos ministros que despacharão de dentro do palácio presidencial.

## Desempenho em eleições
| Ano  | Eleição               | Candidato a      | Partido | Coligação                                                                                  | Suplentes/Vice | Votos     | Resultado       |
| ---- | --------------------- | ---------------- | ------- | ------------------------------------------------------------------------------------------ | -------------- | --------- | --------------- |
| 2000 | Municipal de Salvador | Vereador         | PT      | (PT/PCdoB/PPS/PV/PCB)                                                                      | —              | 5.835     | Suplente        |
| 2004 | Municipal de Salvador | Vereador         | PT      | (PT/PV/PCdoB)                                                                              | —              | 8.901     | Eleito          |
| 2006 | Estaduais na Bahia    | Deputado Federal | PT      | (PT/PCdoB/PTB/PMN)                                                                         | —              | 38.020    | Suplente        |
| 2010 | Estaduais na Bahia    | Deputado Federal | PT      | Para Bahia Seguir Mudando (PRB/PP/PDT/PT/PHS/PSB/PCdoB)                                    | —              | 212.157   | Eleito          |
| 2014 | Estaduais na Bahia    | Governador       | PT      | Pra Bahia Mudar Mais (PCdoB/PMN/PR/PDT/PT/PP/PSD/PTB)                                      | João Leão (PP) | 3.558.975 | Eleito 1º turno |
| 2018 | Estaduais na Bahia    | Governador       | PT      | Mais trabalho por toda Bahia (PT/PP/PDT/PSD/PSB/PCdoB/PR/PRP/PMB/PODE/AVANTE/PMN/PROS/PTC) | João Leão (PP) | 5.096.062 | Eleito 1º turno |